# Три смерти
«Три сме́рти» — рассказ Льва Толстого, повествующий о смерти барыни, ямщика и дерева. Написан в январе 1858 года, впервые опубликован в 1859 году в журнале «Библиотека для чтения».

## История
Толстой начал писать рассказ (под первоначальным названием «Смерть») в январе 1858 года и закончил его через несколько дней. Рассказ был напечатан в журнале «Библиотека для чтения» (1859, № 1).
Заключительная часть произведения, смерть дерева, была понята далеко не всеми читателями. Тургенев писал в письме Толстому из Петербурга 11 февраля 1859 года: «Три смерти» здесь вообще понравились, но конец находят странным и даже не совсем понимают связь его с двумя предыдущими смертями, а те, которые понимают, недовольны».
В печати появились рецензии на рассказ А. Григорьева (журнал «Время», 1862, № 9) и Д. И. Писарева (журнал «Рассвет», 1859, № 12).

## Сюжет
Осенью на станции останавливаются карета и коляска. В карете госпожа, которая серьёзно больна, и горничная; в коляске муж госпожи и доктор. Госпожа хочет поехать в Москву и оттуда в Италию и говорит мужу, что если бы он не отговорил её уехать за границу раньше, она уже была бы здорова. Доктор говорит мужу, что больная безнадёжна и может не перенести этого пути. Однако муж не решается отговорить жену и повернуть назад.
Их ямщик Серёга заходит в ямскую избу, где на печи уже давно лежит больной ямщик. Серёга с прохудившимися сапогами просит больного отдать его сапоги, поскольку они уже не нужны больному. Больной соглашается, но просит Серёгу поставить камень на его могиле после смерти. На следующее утро ямщики обнаруживают, что больной умер.
Весной госпожа при смерти, хотя не хочет верить в это. К ней приходят родственники и духовник. Вскоре она умирает.
Через месяц над могилой госпожи появляется каменная часовня. Над могилой ямщика только холмик. Кухарка на станции напоминает Серёге о его обещании. Утром тот идёт в рощу и рубит дерево, чтобы поставить крест на могиле.

## Проблематика рассказа
В рассказе через отношение к смерти утверждается идеал простой, естественной жизни человека и природы.
Развёрнутую интерпретацию своего произведения автор дал в письме к А. А. Толстой:
Моя мысль была: три существа умерли — барыня, мужик и дерево. — Барыня жалка и гадка, потому что лгала всю жизнь и лжёт перед смертью. Христианство, как она его понимает, не решает для неё вопроса жизни и смерти. Зачем умирать, когда хочется жить? В обещания будущие христианства она верит воображением и умом, а все существо её становится на дыбы, и другого успокоенья (кроме ложнохристианского) нету,— а место занято. — Она гадка и жалка. Мужик умирает спокойно, именно потому, что он не христианин. Его религия другая, хотя он по обычаю и исполнял христианские обряды; его религия — природа, с которой он жил. Он сам рубил деревья, сеял рожь и косил её, убивал баранов, и рожались у него бараны, и дети рожались, и старики умирали, и он знает твердо этот закон, от которого он никогда не отворачивался, как барыня, и прямо, просто смотрел ему в глаза. ...Дерево умирает спокойно, честно и красиво. Красиво — потому что не лжёт, не ломается, не боится, не жалеет».